# クリケット級沿岸駆逐艦
クリケット級沿岸駆逐艦（英語: Cricket-class coastal destroyer）は、イギリス海軍の沿岸駆逐艦の艦級。就役直後に1等水雷艇に種別変更された。

## 設計
第一海軍卿ジョン・アーバスノット・フィッシャー大将は、トライバル級（後のF級）を補完する戦力として、沿岸駆逐艦の整備を提案した。これに基づき、1905年末に12隻、1906年には更に12隻が発注された。主機は3段式の蒸気タービン、ボイラーは重油専焼式である。艦型・兵装ともに、TB.98級水雷艇の後期建造型と同等であった。艦容は多彩だが、2本煙突であることと、3番魚雷発射管が艦尾に配されている点は共通である。
ただし1906年、最初期に建造された「クリケット」「ドラゴンフライ」の海上公試の結果、外洋での作戦行動には強度不足と判断され、1等水雷艇に種別変更された。このため、後期建造分12隻には艦名が付与されず、水雷艇としての番号のみとなった。

## 同型艦一覧
| 計画       | 艦名                           | #     | 造船所         | 進水           | 解体/売却                     |
| ---------- | ------------------------------ | ----- | -------------- | -------------- | ----------------------------- |
| 1905-6年度 | クリケット HMS Cricket         | TB 1  | ホワイト       | 1906年1月23日  | 1920年                        |
| 1905-6年度 | ドラゴンフライ HMS Dragonfly   | TB 2  | ホワイト       | 1906年3月11日  | 1920年                        |
| 1905-6年度 | ファイアフライ HMS Firefly     | TB 3  | ホワイト       | 1906年9月1日   | 1920年                        |
| 1905-6年度 | サンドフライ HMS Sandfly       | TB 4  | ホワイト       | 1906年10月30日 | 1920年                        |
| 1905-6年度 | スパイダー HMS Spider          | TB 5  | ホワイト       | 1906年12月15日 | 1920年                        |
| 1905-6年度 | ガドフライ HMS Gadfly          | TB 6  | ソーニクロフト | 1906年6月24日  | 1920年                        |
| 1905-6年度 | グローワーム HMS Glowworm      | TB 7  | ソーニクロフト | 1906年12月20日 | 1921年5月                     |
| 1905-6年度 | ナット HMS Gnat                | TB 8  | ソーニクロフト | 1906年12月1日  | 1921年5月                     |
| 1905-6年度 | グラスホッパー HMS Grasshopper | TB 9  | ソーニクロフト | 1907年3月18日  | 1916年7月、衝突事故により沈没 |
| 1905-6年度 | グリーンフライ HMS Greenfly    | TB 10 | ソーニクロフト | 1907年2月15日  | 1915年6月10日 戦没            |
| 1905-6年度 | メイフライ HMS Mayfly          | TB 11 | ヤーロウ       | 1907年1月29日  | 1916年3月7日 戦没             |
| 1905-6年度 | モス HMS Moth                  | TB 12 | ヤーロウ       | 1907年3月15日  | 1916年1月、衝突事故により沈没 |
| 1906-7年度 | 命名なし                       | TB 13 | ホワイト       | 1907年7月10日  | 1916年1月、衝突事故により沈没 |
| 1906-7年度 | 命名なし                       | TB 14 | ホワイト       | 1907年9月26日  | 1920年10月                    |
| 1906-7年度 | 命名なし                       | TB 15 | ホワイト       | 1907年11月19日 | 1920年10月                    |
| 1906-7年度 | 命名なし                       | TB 16 | ホワイト       | 1907年12月23日 | 1921年1月                     |
| 1906-7年度 | 命名なし                       | TB 17 | デニー         | 1907年12月21日 | 1919年                        |
| 1906-7年度 | 命名なし                       | TB 18 | デニー         | 1908年2月15日  | 1920年                        |
| 1906-7年度 | 命名なし                       | TB 19 | ソーニクロフト | 1907年12月7日  | 1921年                        |
| 1906-7年度 | 命名なし                       | TB 20 | ソーニクロフト | 1908年1月21日  | 1921年                        |
| 1906-7年度 | 命名なし                       | TB 21 | ホーソン       | 1907年12月20日 | 1920年10月                    |
| 1906-7年度 | 命名なし                       | TB 22 | ホーソン       | 1908年2月1日   | 1920年10月                    |
| 1906-7年度 | 命名なし                       | TB 23 | ヤーロウ       | 1907年12月5日  | 1921年                        |
| 1906-7年度 | 命名なし                       | TB 24 | パルマーズ     | 1908年3月19日  | 1917年1月、遭難・沈没         |
| 1906-7年度 | 命名なし                       | TB 25 | ホワイト       | 1908年8月28日  | 1921年5月                     |
| 1906-7年度 | 命名なし                       | TB 26 | ホワイト       | 1908年8月28日  | 1921年5月                     |
| 1906-7年度 | 命名なし                       | TB 27 | ホワイト       | 1908年9月29日  | 1921年5月                     |
| 1906-7年度 | 命名なし                       | TB 28 | ホワイト       | 1908年10月29日 | 1921年5月                     |
| 1906-7年度 | 命名なし                       | TB 29 | デニー         | 1908年9月29日  | 1919年11月                    |
| 1906-7年度 | 命名なし                       | TB 30 | デニー         | 1908年9月29日  | 1919年11月                    |
| 1906-7年度 | 命名なし                       | TB 31 | ソーニクロフト | 1908年10月10日 | 1921年5月                     |
| 1906-7年度 | 命名なし                       | TB 32 | ソーニクロフト | 1908年11月23日 | 1921年5月                     |
| 1906-7年度 | 命名なし                       | TB 33 | ホーソン       | 1909年2月22日  | 1922年8月                     |
| 1906-7年度 | 命名なし                       | TB 34 | ホーソン       | 1909年2月22日  | 1921年5月                     |
| 1906-7年度 | 命名なし                       | TB 35 | パルマーズ     | 1909年4月19日  | 1922年8月                     |
| 1906-7年度 | 命名なし                       | TB 36 | パルマーズ     | 1909年5月6日   | 1921年5月                     |